# Spyken
Spyken ist ein dreijähriges Gymnasium in Lund, Schweden.

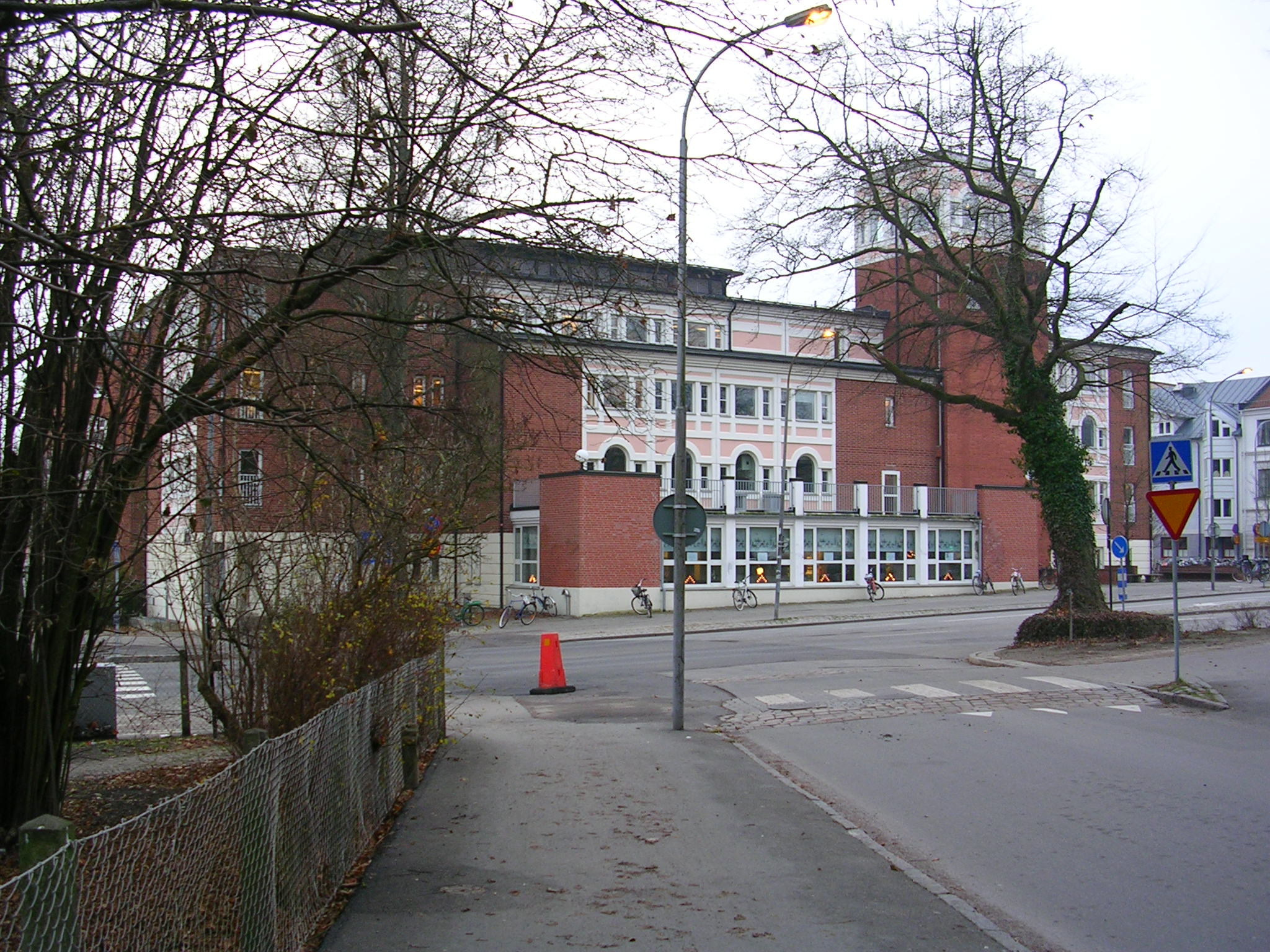
Außenansicht der Schule

## Geschichte
Spyken wurde auf Wunsch der Bevölkerung am 1. Februar 1848 als eine private Realschule gegründet. Im ersten Semester gingen 15 Schüler auf die Schule. 1896 erhielt die Schule den Namen Lunds private Elementarschule. Der Name der Realschule überlebt noch heute im Namen des Viertels, wo die Schule gelegen ist.
Die Geschichte des Gymnasiums kann in vier Epochen eingeteilt werden:
- Die nomadisierende Epoche der Schule 1848–1869.
- Das Mittelalter der Schule 1869–1898.
- Die Neue Zeit ab 1898.
- Die zeitgenössische Epoche unter städtischer Verwaltung seit 1968.

## Die Schule heute
Heute hat die Schule vier verschiedene Schulzweige: den humanistischen, den ästhetischen, den naturwissenschaftlichen und den gesellschaftswissenschaftlichen Zweig. Im Schuljahr 2011/2012 waren ungefähr 1000 Schüler in diesen vier Schulzweigen eingeschrieben. Die Zahl der Lehrer und anderen Angestellten ist inzwischen auf 140 Personen angestiegen.
Viele der Schüler wohnen nicht in Lund, sondern in den umliegenden Städten und Ortschaften. Die Stadt Lund hat weit fortgeschrittene Pläne, in der Zukunft ein neues Gymnasium zu bauen.

## Spyxet
Spyxet ist eine Theateraufführung. Es handelt sich um eine gemeinnützige Veranstaltung, die jedes Jahr von 120 Schülern der Schule vorbereitet wird. Spyxet besteht aus 15 Gruppen, darunter Make-up, Tanz, Schauspielerei usw. Seit 2003 findet die Aufführung von Spyxet im Lunds Stadsteater statt. Jedes Jahr gibt es einen Wettbewerb zwischen den entsprechenden Aufführungen von Spyken, der Polhemschule und der Kathedralschule.

## Prominente Spykisten
- Patrik Andersson (* 1971), Fußballspieler
- Nils Asther (1897–1981), Schauspieler
- David Batra (* 1972), Komiker und Schauspieler
- Arvid Berghman (1897–1961), Heraldiker
- Martin Dahlin (* 1968), Fußballspieler
- Jason Diakite (* 1975), Musiker
- Nour El-Refai (* 1987), Komikerin libanesischer und syrischer Abstammung
- Mikael Håfstöm (* 1960), Regisseur und Drehbuchautor
- Dick Harrison (* 1966), Geschichtsforscher und Schriftsteller
- Lars Hörmander (1931–2012), Mathematiker, Träger der Fields-Medaille sowie des Wolf-Preises.
- Amanda Jensen (* 1988), Musiker und Sängerin
- Karl Kilsmo (1906–1977), Politiker
- Mattias Nilsson, Opernsänger
- Robin Paulsson (* 1983), Komiker